# Estación de Estadi Ciutat de València
Estadi Ciutat de València es una estación de la línea 6 de Metrovalencia que se encuentra en el barrio de Orriols de Valencia. Fue inaugurada el 27 de septiembre de 2007. Está situada en la calle San Vicente de Paúl, junto al área de ocio del Estadio del Levante, donde se levantan los dos andenes a ambos lados de las vías del tranvía.